# Бауэр, Кристиан (шахматист)
Кристиан Бауэр (фр. Christian Bauer; род. 11 января 1977, Форбак) — французский шахматист, гроссмейстер (1997).
Чемпион Франции (1996, 2012 и 2015). В составе национальной сборной участник 4-х Олимпиад (2000—2002, 2006 и 2012) и 7-и командных чемпионатов Европы (1999—2007, 2011, 2017). Многократный участник клубных кубков Европы в составе различных команд.

## Изменения рейтинга
| Графики недоступны из-за технических проблем. См. информацию на Фабрикаторе и на mediawiki.org. |